# Треньори на ПФК Светкавица (Търговище)
Това е списък с треньорите на ПФК „Светкавица (Търговище)“.

## Списък
| Име                  | Националност | от               | до               | продължителност              | Успехи |
| -------------------- | ------------ | ---------------- | ---------------- | ---------------------------- | ------ |
| Пламен Донев         | Българин     | 1996             | 23 октомври 2011 |                              |        |
| Никола Спасов        | Българин     | 23 октомври 2011 | 3 февруари 2012  | ~ 3 месеца и 11 дни          |        |
| Альоша Андонов       | Българин     | 3 февруари 2012  | 19 юли 2012      | ~ 5 месеца и 16 дни          |        |
| Георги Иванов – Геша | Българин     | 19 юли 2012      | 22 март 2013     | ~ 8 месеца и 3 дни           |        |
| Мирослав Миронов     | Българин     | 22 март 2013     | 30 март 2013     | ~ 8 дни                      |        |
| Валери Дамянов       | Българин     | 30 март 2013     |                  | 12 години, 2 месеца и 29 дни |        |

## Георги Иванов – Геша
Георги Иванов – Геша е треньор на Светкавица (Търговище) в периода от 19 юли 2012 до 22 март 2013 година.

## Мирослав Миронов
Мирослав Миронов е треньор на Светкавица (Търговище) в периода от 22 март 2013 до 30 март 2013 година. Преди да стане треньор на Светкавица той е изпълнителен директор на Спартак (Плевен). За краткия си стаж като треньор уговаря две нови попълнения за отбора, това са опитният защитник Ангел Йошев и халфът Николай Чипев.

## Валери Дамянов
Валери Дамянов става треньор на Светкавица (Търговище) на 30 март 2013 година, преди това той работи в третодивизионния Витоша (Долна Диканя), а преди това извежда Спортист (Своге) до бараж за влизане в А група, загубен от Ботев (Пд).